# Oczobarwnica mniejsza
Oczobarwnica mniejsza (Erythromma viridulum) – gatunek ważki z rodziny łątkowatych (Coenagrionidae).
WystępowanieOczobarwnica mniejsza występuje od Europy Zachodniej po Azję Środkową i Bliski Wschód oraz w Afryce Północnej (w krajach Maghrebu). Od lat 80. XX wieku poszerzyła swój zasięg o ponad 100–500 km na północ. W Polsce dość częsta, zwłaszcza w Wielkopolsce i niektórych regionach na południu kraju, ale nie występuje w wyższych partiach gór; w swojej ekspansji dotarła już na północ Polski (stwierdzono ją m.in. na wyspach Uznam i Wolin, w Słowińskim Parku Narodowym czy na Suwalszczyźnie), a nawet przekroczyła jej granicę i objęła zasięgiem także obwód królewiecki. W Polsce osobniki dorosłe (imagines) latają od czerwca do września. Zasiedla wody stojące z elodeidami takimi jak rogatek (Ceratophyllum) i wywłócznik (Myriophyllum).
Morfologia

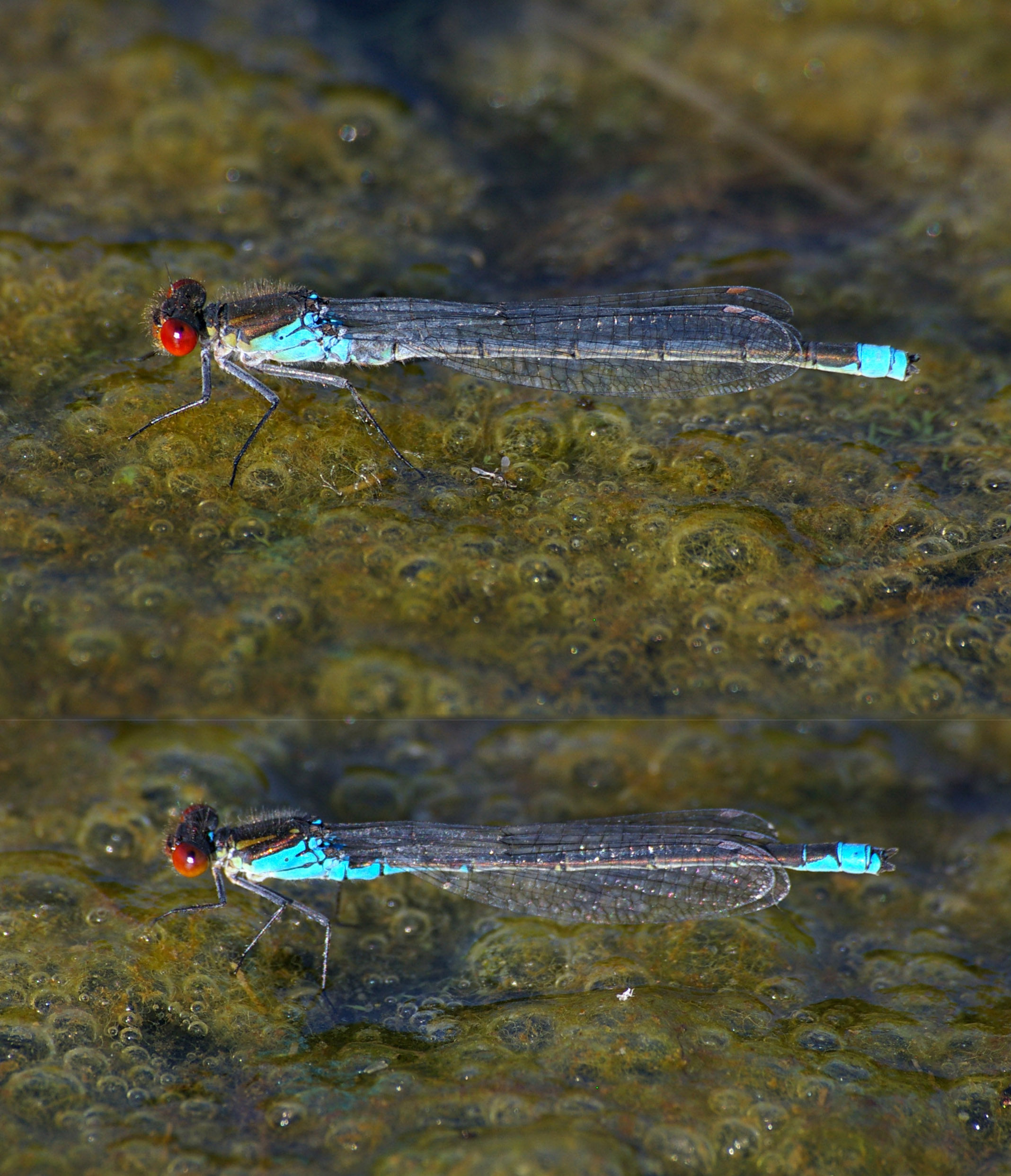
Porównanie samców oczobarwnicy większej (Erythromma najas) – u góry
i mniejszej (Erythromma viridulum) – u dołu. Różnice widoczne są w ubarwieniu 8. segmentu

Długość ciała 30 mm, rozpiętość skrzydeł 44 mm. Samce są mniejsze od samic i mają czerwone oczy. Samice mają oczy zielono-brązowe. Bardzo podobnym, lecz większym gatunkiem jest oczobarwnica większa (Erythromma najas).